# Overseas (Desiigner)
Overseas è un singolo del rapper statunitense Desiigner pubblicato il 9 novembre 2018.

## Tracce
1. Overseas – 3:13